# Omino di pan di zenzero

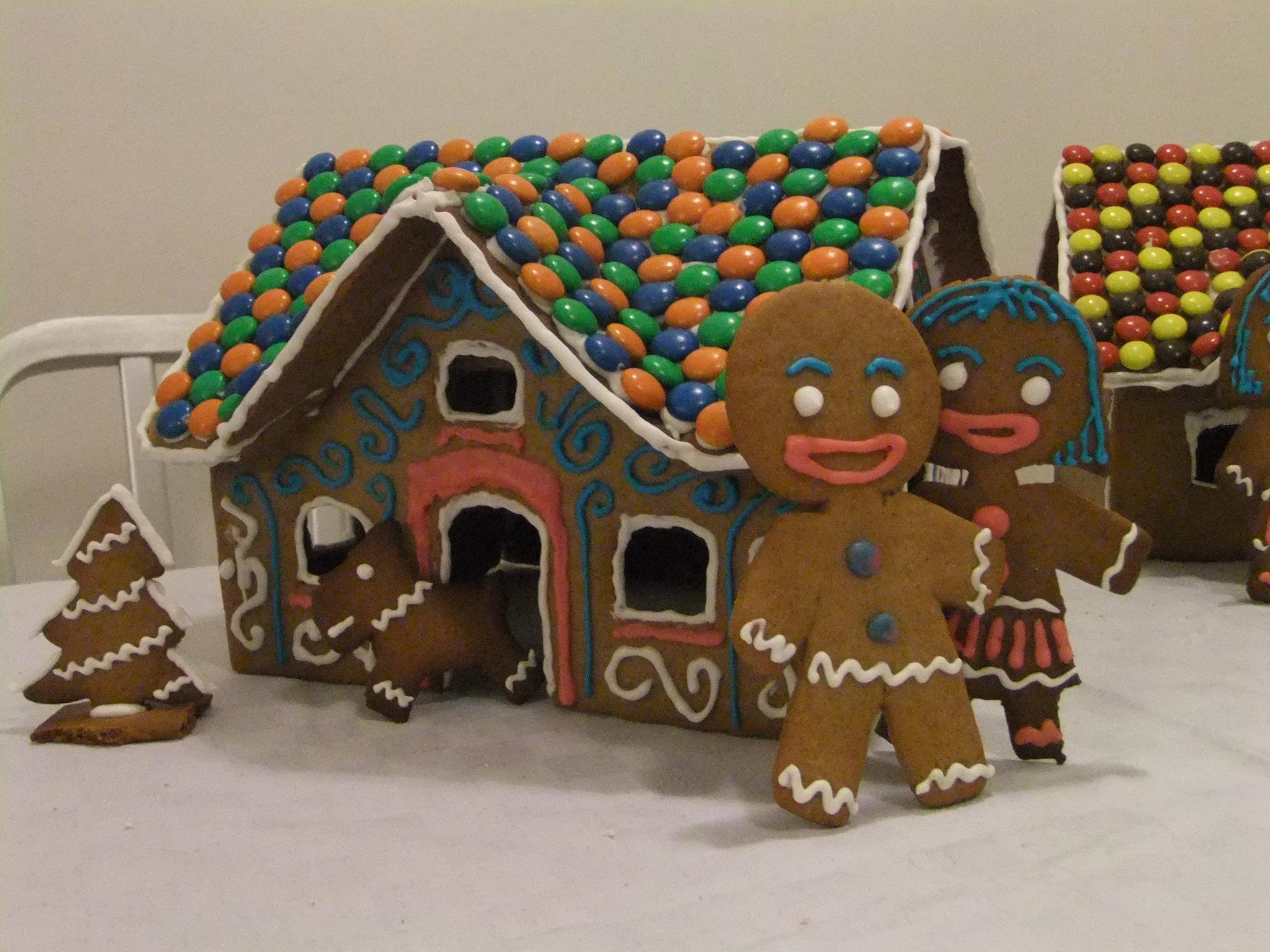
Omino di pan di zenzero

L'omino di pan di zenzero è un biscotto aromatizzato allo zenzero. Viene cotto in diverse forme poiché è un tipico dolce delle festività (Halloween, Pasqua, Natale) e il tema del biscotto deve essere inerente al tema della festa. Per esempio a Natale questo biscotto prende forme di renne, ghirlande colorate, fiocchi di neve, ma soprattutto assume sembianze umane dal quale deriva il nome Gingerbread man (omino di pan di zenzero). 

## Storia generale
L’omino di pan di zenzero nasce dall’immaginazione della regina  Elisabetta I d’Inghilterra nel XVI secolo. La Regina faceva preparare questi biscotti dalle sembianze umane aromatizzati allo zenzero per i suoi ospiti importanti che venivano invitati presso la sua corte.

### La ricomparsa nel 1875
L'omino di pan di zenzero riappare nel 1875 con la pubblicazione della storia di San Nicola. Nella storia viene narrato che una coppia di anziani desiderosi di avere un bambino cucinarono un biscotto di pan di zenzero dalle sembianze umane. Il biscotto ormai cotto fugge dal forno della coppia e incomincia a girare per le fattorie del paese ripetendo ad animali e umani questa frase: 
“Sono scappato da una vecchia donna e da un vecchio uomo, posso scappare da tutti, posso scappare da te. 
Io posso.
Corri corri tanto non mi prenderai io sono l'omino di pan di zenzero"
La storia si conclude con una volpe che riesce a catturare l’omino di pan di zenzero e se lo mangia mentre il biscotto grida: 
“Non ho più un quarto di me…
Non ho più metà di me......
Non ho più tre quarti di me….
Non ci sono più!” 
Nel XXI secolo la storia dell’omino di zenzero diventa una storia popolare che viene tramandata ai bambini di ogni paese perciò assume diverse variazioni da paese a paese. In alcune versioni l’omino di zenzero non viene mangiato dalla volpe e non scappa dall’anziana coppia, in altre il finale della storia cambia, ma non totalmente perché l’omino viene mangiato dalla volpe, ma quest’ultima prima di mangiarlo lo aiuta a scappare dagli animali, dalla anziana donna e dal marito, portandolo sulla testa per attraversare un fiume.

### Storie popolari
Nelle Isole Slave, un personaggio tradizionale conosciuto come Kolobok, creato dall’impasto del pane, come l’omino cerca di non essere mangiato da vari animali. "The Pancake” ("Pannekaken") è stato tramandato da Peter Asbjornsen e Jorgen Moe e pubblicato nel Norske Folkeeventyr (1842-1844), dieci anni dopo, i fratelli tedeschi Carl Theodor e Colshorn pubblicarono, in Märchen und Sagen, un racconto popolare della regione di Salzdahlum. Nel 1894, Karl Gander scrisse "The Runaway pancake" ("Der fortgelaufene Eierkuchen") storia che gli era stata raccontata da un contadino e in seguito pubblicata in Niederlausitzer Volkssagen, vornehmlich aus dem Stadt- und Landkreise Guben. La Roule Galette è una storia simile, ma ha origine in Francia. Una variante interessante dell’ è un racconto
ungherese intitolato "The Little Dumpling" (“A kis Gomboc"), e in contrasto con il titolo il personaggio principale non è una polpetta, ma la versione ungherese della ricetta “Testa in cassetta”. In questo racconto il protagonista mangia delle persone; in primo luogo consuma la famiglia che l’ha creato, e poi, mentre cammina per la strada, si mangia tutti quelli che incontra su essa, tra cui un intero esercito, e infine un guardiano di maiali il quale con il suo coltello taglia il “Gomboc” dal quale escono tutte le persone che aveva mangiato, le quali velocemente corrono verso casa. Un simile racconto russo si chiama "The Clay Guy". In esso, una vecchia coppia senza figli decide di modellare un bambino di argilla, che inizialmente mangia tutto il loro cibo, poi delle persone, fino a quando incontra una capra che si offre di aiutarlo, dandogli una mano ad attraversare un fiume nel quale l’omino si sarebbe sciolto a causa dell’acqua. Mentre stanno attraversando il fiume la capra fa finta di scivolare facendo cadere dal suo dorso l’omino di argilla il quale piano piano si sciolse nell’acqua.

## Derivazioni lavori moderni
- Il musical The Gingerbread Man (musica di Alfred Baldwin Sloane, copione e testo di Frederic G. Ranken) venne inaugurato a Broadway, il giorno di Natale dell’anno 1905, e venne messo in scena per 5 mesi in diverse località come Chicago e NewYork. Il protagonista di questo spettacolo è John Dough, ("John Dough" è un altro termine utilizzato per indicare l’omino di pan di zenzero). [3]
- L'omino di pan di zenzero appare nelle opere di Frank Baum John Dough and the Cherub (1906) e La strada per Oz (1909).
- The Residents produssero un album nel 1994 intitolato Gingerbread Man, dove per ogni brano viene introdotta una caratteristica dell’omino di pan di zenzero.
- L'omino di pan di zenzero appare insieme ai personaggi delle fiabe nella saga cinematografica di Shrek prodotta dalla DreamWorks Animation.
- Nel videogioco arcade Neo Bomberman gli omini di pan di zenzero costituiscono una delle tipologie di nemici comuni.